# Michael Ryan (Eishockeyspieler)
Michael Ryan (* 16. Mai 1980 in Boston, Massachusetts) ist ein ehemaliger US-amerikanischer Eishockeyspieler und derzeitiger -trainer, der im Verlauf seiner aktiven Karriere zwischen 1999 und 2015 unter anderem 83 Spiele für die Buffalo Sabres und Carolina Hurricanes in der National Hockey League (NHL) auf der Position des Centers bestritten hat. Darüber hinaus absolvierte Ryan über 330 weitere Partien in der American Hockey League (AHL) und war für Porin Ässät in der finnischen (SM-)Liiga aktiv, mit denen er im Jahr 2013 die finnische Meisterschaft gewann.

## Karriere

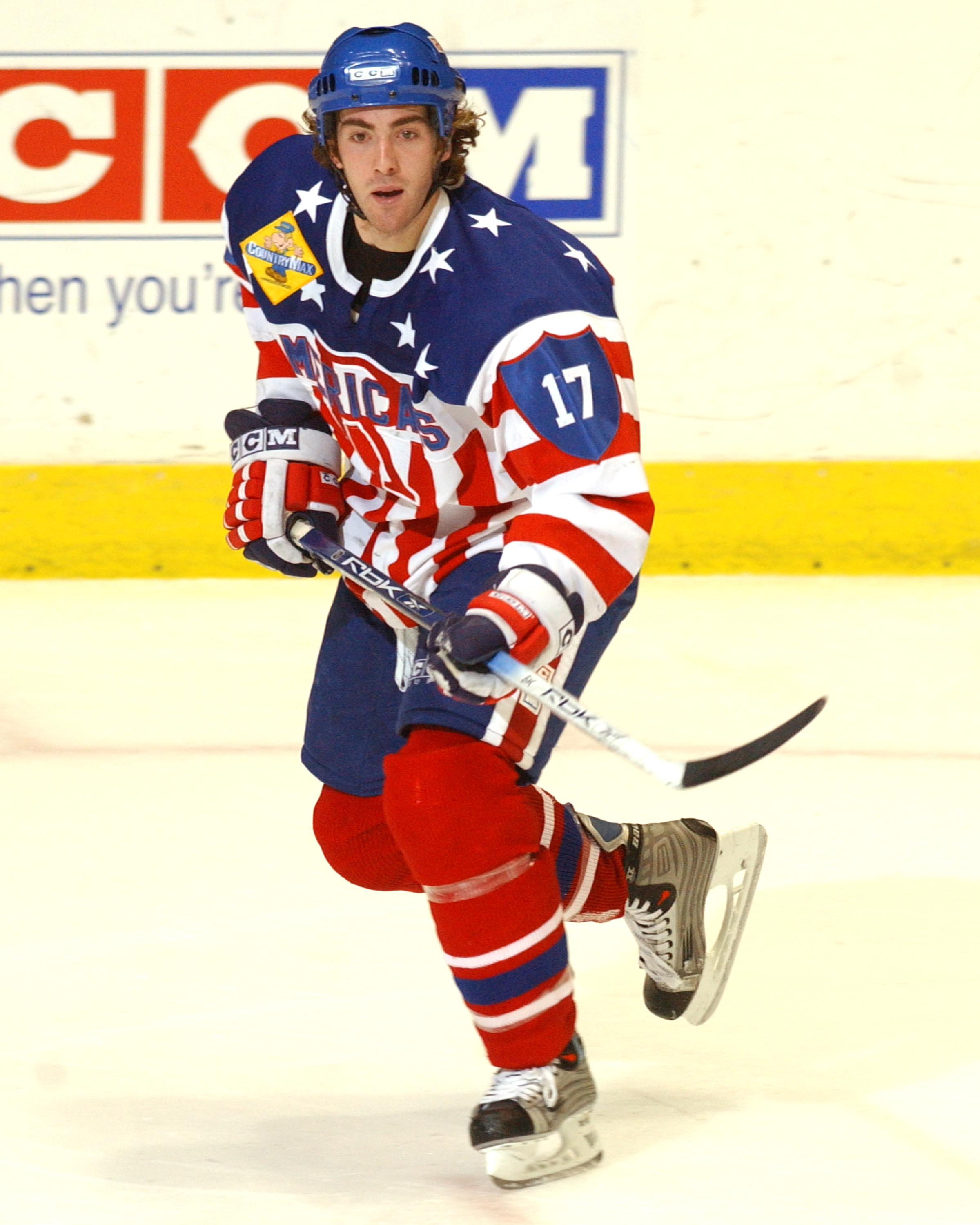
Ryan im Trikot der Rochester Americans (2004)

Ryan spielte bis zum Sommer 1999 ausschließlich auf High-School-Niveau. Beim NHL Entry Draft 1999 wurde der Stürmer in der zweiten Runde an 32. Stelle von den Dallas Stars aus der National Hockey League (NHL) ausgewählt. In der Folge verbrachte er vier Jahre zwischen 1999 und 2003 an der Northeastern University im Spielbetrieb der National Collegiate Athletic Association (NCAA). Im März 2003 wurden die Rechte an Ryan und ein Draft-Wahlrecht im Tausch gegen Stu Barnes an die Buffalo Sabres abgegeben.
In der Saison 2003/04 gab der US-Amerikaner sein Profidebüt beim Farmteam der Sabres, den Rochester Americans, in der American Hockey League (AHL). Im November 2006 wurde er in den NHL-Kader Buffalos berufen und betrat am 22. November das erste Mal das Eis in der NHL gegen die Toronto Maple Leafs. Am 2. März 2007 erzielte Ryan dann seine ersten beiden NHL-Tore gegen die Canadiens de Montréal und wurde folgerichtig zum First-Star des Spiels gewählt. Im Juli 2007 wurde sein Vertrag um ein Jahr verlängert, in dem er 475.000 US-Dollar verdiente. Ein Jahr später nahm er ein Vertragsangebot der Sabres, dass sowohl für die NHL als auch die AHL galt, nicht an und unterschrieb stattdessen einen Vertrag beim HK Dinamo Minsk aus der neu gegründeten Kontinentalen Hockey-Liga (KHL). Wenig später unterbreiteten ihm jedoch die Carolina Hurricanes einen Zwei-Wege-Kontrakt für die NHL und AHL, den Ryan ebenfalls unterzeichnete, da zwischen der NHL und KHL kein Transferabkommen bestand. Im November 2010 wurde Ryan von den Philadelphia Flyers unter Vertrag genommen, die ihn ins Farmteam zu den Adirondack Phantoms schickten.
Nachdem diese seinen auslaufenden Vertrag nach der Spielzeit 2010/11 nicht verlängert hatten, wurde der Angreifer im August 2011 als Free Agent von den Buffalo Sabres verpflichtet. Anschließend lief er für die Rochester Americans in der AHL auf, ehe er im Mai 2012 von Porin Ässät aus der finnischen SM-liiga unter Vertrag genommen wurde. Mit Pori gewann er am Ende der Saison 2012/13 den finnischen Meistertitel. Nach diesem Erfolg wurde er im Juni 2013 vom kroatischen Hauptstadtklub KHL Medveščak Zagreb aus der KHL unter Vertrag genommen. Ein Jahr später kehrte er zu Porin Ässät zurück und unterschrieb einen Zweijahresvertrag. Verletzungsbedingt kam er nur auf wenige Einsätze für Ässät und verließ den Verein daher im November 2015. Anschließend beendete er seine Karriere und wurde 2016 Assistenztrainer bei den neu gegründeten Springfield Thunderbirds aus der AHL. Diesen Posten bekleidete er zwei Spielzeiten, ehe er in den Trainerstab der Florida Panthers aus der NHL aufgenommen wurde.

## Erfolge und Auszeichnungen
- 2003 Hockey East All-Academic Team
- 2009 Teilnahme am AHL All-Star Classic
- 2013 Finnischer Meister mit Porin Ässät

## Karrierestatistik
(Legende zur Spielerstatistik: Sp oder GP = absolvierte Spiele; T oder G = erzielte Tore; V oder A = erzielte Assists; Pkt oder Pts = erzielte Scorerpunkte; SM oder PIM = erhaltene Strafminuten; +/− = Plus/Minus-Bilanz; PP = erzielte Überzahltore; SH = erzielte Unterzahltore; GW = erzielte Siegtore; 1 Play-downs/Relegation; Kursiv: Statistik nicht vollständig)